# Азбучна молитва

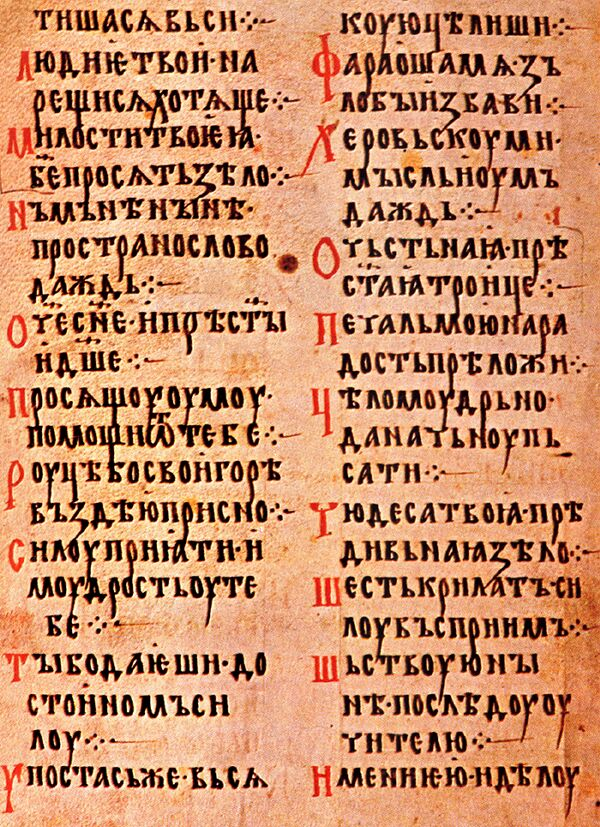
Уривок азбучної молитви

Азбучна молитва, Азбука-границя — віршована азбука, повчальна поезія у східних і південних слов'ян. Автором азбуки-границі був Костянтин Болгарський, учень Мефодія. Кожний рядок азбуки-границі починався з чергової літери, наприклад:
- «А» — Аз словом сим молюся богу;
- «Б» — Боже всеа твари зиждителю;
- «В» — Видимые и невидимые

і так далі.
Пізніше азбука-границя була дуже поширена при навчанні грамоти в Московській державі.